# ماست‌ویک
ماست‌ویک (به هلندی: Mastwijk) یک منطقهٔ مسکونی در هلند است که در مونت‌فورت واقع شده‌است. ماست‌ویک ۴۳۰ نفر جمعیت دارد.